# Roman Pawłowski (ksiądz)
Roman Pawłowski (ur. 26 listopada 1878 w Warszawie, zm. 18 października 1939 w Kaliszu) – polski ksiądz, proboszcz parafii w Choczu, kanonik honorowy kolegiaty Wniebowzięcia Najświętszej Maryi Panny w Kaliszu; zamordowany w 1939 przez Niemców w czasie Intelligenzaktion.

## Życiorys

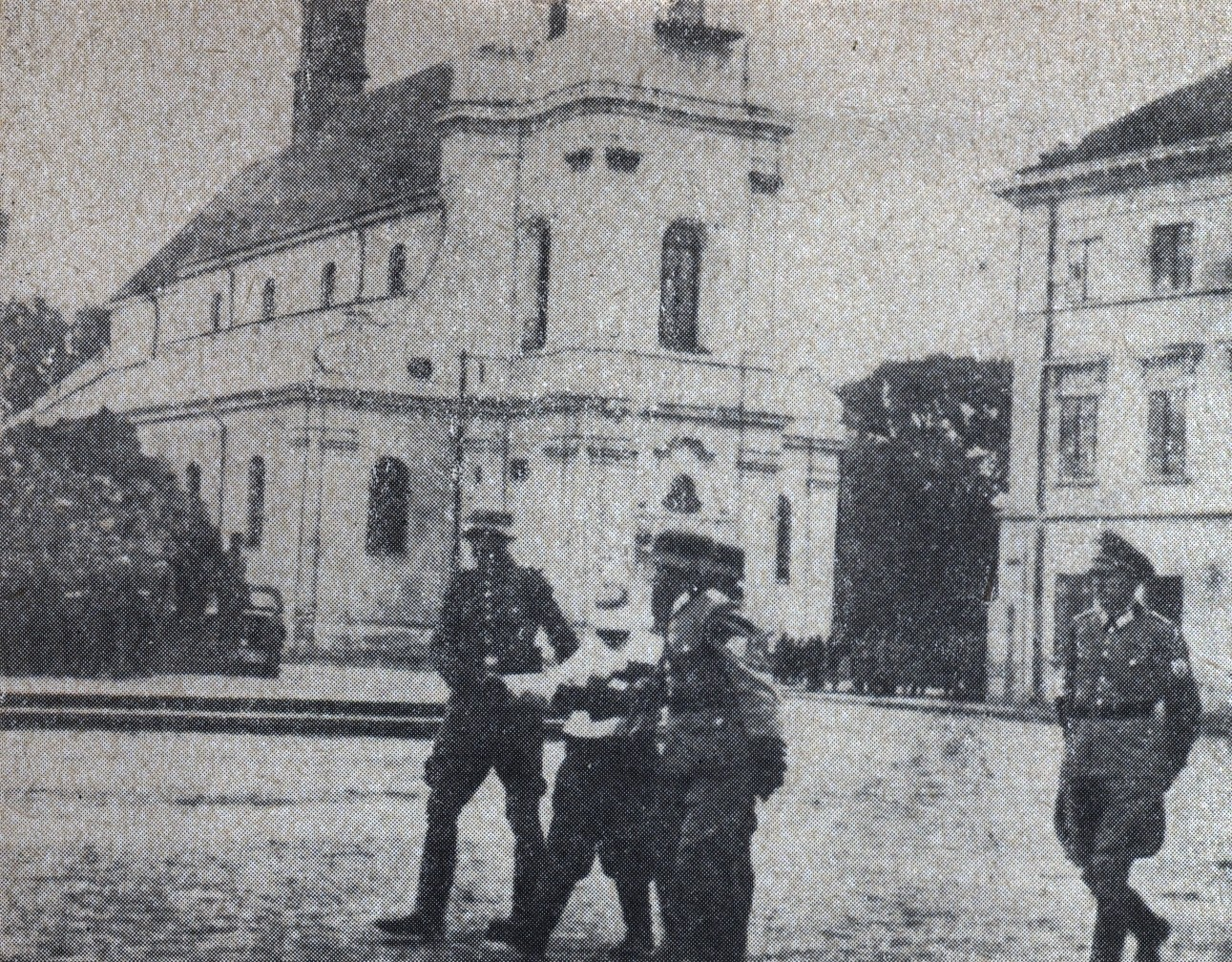
Publiczna egzekucja ks. Pawłowskiego w Kaliszu, 18 października 1939

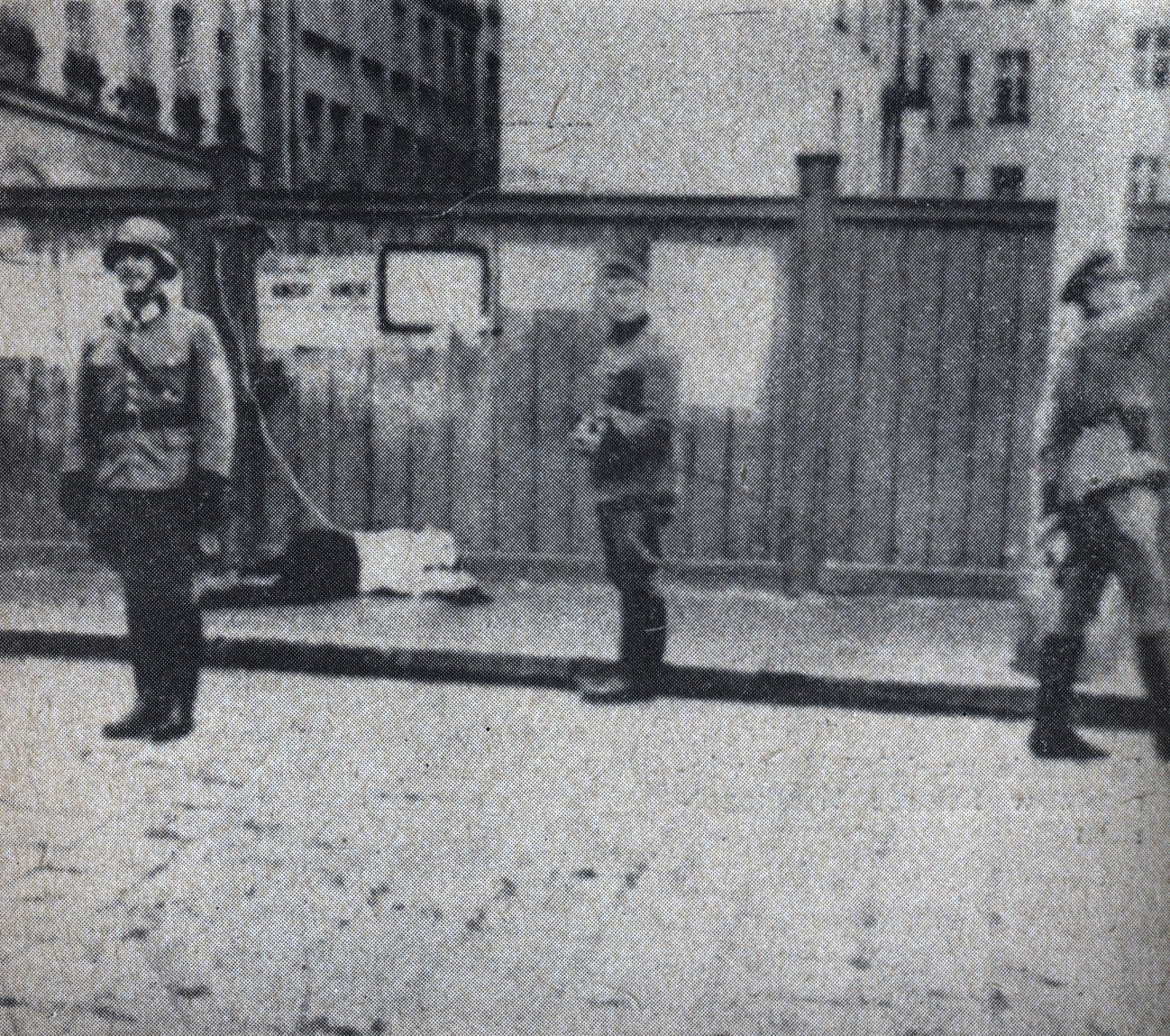
Po egzekucji

Urodził się 26 listopada 1878 w Warszawie. Studia filozoficzno-teologiczne odbył w Wyższym Seminarium Duchownym we Włocławku. Po święceniach kapłańskich, które przyjął 22 lutego 1903, pracował jako wikary w następujących parafiach: Bogdanów (1903–1904, diecezja kujawsko-kaliska), Morzysław (1904), Chełmo (1904–1907), św. Barbary w Częstochowie (1907–1908). W 1908 został rektorem kościoła podominikańskiego, prefektem gimnazjum i kapelanem szpitala w Sieradzu. W latach 1909–1910 był rektorem kościoła klasztornego i prefektem średniej Szkoły Handlowej w Kaliszu. W latach 1910–1912 był proboszczem w Krępej, zaś w latach 1912–1913 pracował w Sędziejowicach. W latach 1913–1924 proboszczował w parafii w Świnicach Warckich, gdzie w 1914 z jego rąk przyjęła pierwszą komunię świętą św. Faustyna Kowalska. W tym czasie pełnił też obowiązki wicedziekana dekanatu Uniejów. W latach 1924–1926 ks. Pawłowski był proboszczem w parafii w Dębem i jednocześnie dziekanem dekanatu Koźminek. W latach 1926–1936 był proboszczem kolejno w parafiach: Brzeźnio, Złoczew, Iwanowice, Radziejów oraz Pyzdry. W 1936 mianowano go proboszczem w Choczu w ówczesnym dekanacie stawiszyńskim (diecezja włocławska). Podczas procesu w 1938 w sprawie przejęcia przez miejscowych Niemców szkoły w Józefowie na terenie parafii chockiej, ks. Pawłowski wsparł swoich polskich parafian. We wrześniu 1939, gdy wojska niemieckie zajęły Wielkopolskę, kapłana aresztowano w wyniku donosu i prowokacji, oskarżając go o przechowywanie na plebanii amunicji i broni. Został dotkliwie pobity podczas przesłuchań, a następnie rozstrzelany w egzekucji publicznej na placu św. Józefa w Kaliszu 18 października 1939 o godz. 10:30.

## Upamiętnienie
Jedna z ulic w Choczu nosi imię ks. Romana Pawłowskiego. Na pl. św. Józefa w Kaliszu, w miejscu rozstrzelania ks. Pawłowskiego, wmurowano w 1959 tablicę pamiątkową:

Na tym miejscu w dniu 18-go października 1939 r. został rozstrzelany przez hitlerowców kapłan katolicki ś.p. ks. kanonik Roman Pawłowski, proboszcz parafii w Choczu koło Kalisza. Aby posiew Jego krwi wydał stokrotny plon wiary i miłości Ojczyzny w idących przez Polskę pokoleniach.

Na cmentarzu na Tyńcu w Kaliszu wzniesiono kamienny krzyż z tablicą upamiętniającą ks. Pawłowskiego. W kościele Wniebowzięcia Najświętszej Maryi Panny w Radziejowie ks. Pawłowski został wymieniony wśród zamordowanych kapłanów tamtejszego dekanatu. W 2014 została poświęcona tablica w kościele św. Katarzyny w Iwanowicach, na której ks. Pawłowski został wymieniony jako jeden z zamordowanych w czasie II wojny światowej.